# Commissariat de l'armée de terre de Lyon
Le commissariat de l'armée de terre de Lyon (CAT) est un service du commissariat de l'armée de terre, stationné à Rillieux-la-Pape et dont la compétence s'étend sur deux régions, Rhône-Alpes et l'Auvergne. Il a été créé en 2007, à la suite de la dissolution de la direction régionale du commissariat de l'armée de terre (DIRCAT) de Lyon dans le cadre d'une expérimentation.